# Yukikaze (1940)
El Yukikaze (雪風 viento níveo?) fue el octavo destructor de la clase Kagerō. Sirvió en la Armada Imperial Japonesa durante la Segunda Guerra Mundial.

## Historia
Fue el único navío de su clase que sobrevivió a la guerra. El índice de pérdida de los destructores japoneses era extremadamente alto debido a la necesidad de utilizarlos para transportar provisiones a las muchas guarniciones dispersas en las islas del Pacífico, en las misiones del Tokyo Express. Muy temprano en la guerra este buque participó en las invasiones de las Filipinas y de las Indias Orientales. Participó en las batallas de Midway, de Santa Cruz, la del Golfo de Leyte, y la del Mar de las Filipinas, así como en las batallas navales alrededor de Guadalcanal.
El Yukikaze también sobrevivió a la operación Ten-Go (el abortado ataque contra el desembarco de las fuerzas estadounidenses en Okinawa), operación durante la cual fue hundido el acorazado Yamato. Entre el desarrollo de estas operaciones importantes, el Yukikaze participó en misiones de escolta. Pasó los últimos meses de la guerra a resguardo en puertos japoneses.
Tras el fin de las hostilidades, el destructor fue utilizado como transporte para repatriar las tropas japonesas ubicadas en las islas del Pacífico. El Yukikaze y el Hibiki fueron las únicas naves sobrevivientes de entre los 82 destructores construidos antes de la guerra.
En Japón se le conoce a este barco como el barco inundible o el destructor de los milagros

## Oficiales al mando
- Capitán de Fragata Shoichi Taguchi - 1 de agosto de 1939 - 20 de enero de 1940
- Capitán de Fragata Shoichi Taguchi - 20 de enero de 1940 - 15 de noviembre de 1940
- Capitán de Fragata Kiichiro Wakida - 15 de noviembre de 1940 - 20 de julio de 1941
- Capitán de Fragata Kenjiro Tobita - 20 de julio de 1941 - 23 de junio de 1942
- Capitán de Fragata Ryokichi Sugama - 23 de junio de 1942 - 10 de diciembre de 1943
- Capitán de Corbeta/Capitán de Fragata Masamichi Terauchi - 10 de diciembre de 1943 - 10 de mayo de 1945 (ascendido a Capitán de Fragata el 15 de octubre de 1944.)
- Capitán de Fragata Keiji Koeu - 10 de mayo de 1945 - 5 de octubre de 1945[1]

## ROCSDan Yang
El 6 de julio de 1947 el Yukikaze fue transferido a Taiwán como reparación de guerra y fue rebautizado como Dan Yang (丹陽). Finalmente fue desguazado en 1970, después de que el gobierno taiwanés rechazase la oferta de Japón para adquirirlo.

## En la cultura popular
El Yukikaze es muy popular en Japón, siendo llamado por la gente la nave insumergible.
Yukikaze apareció en el acto final de la película japonesa Godzilla Minus One de 2023 y jugó un papel clave en el final y la derrota de Godzilla.
También ha aparecido en videojuegos como, Azur Lane, World of Warships o Kantai Collection.y